# Peter Lohr
Christiaan Peter Lohr (Amsterdam, 28 april 1933 – Haarlem, 5 december 1983) was een Nederlands cabaretier en theaterdirecteur.

## Levensloop
Lohr maakte als student deel uit van het cabaret van Jaap van de Merwe. Hij werd landelijk bekend door zijn medewerking aan het satirische VARA-programma Zo is het toevallig ook nog eens een keer (1963-1966). Een door hem uitgesproken tekst in de uitzending van 4 januari 1964 baarde groot opzien. Hij sprak een gebed uit tot het Beeld (waarmee de televisie werd bedoeld), dat de vorm had van het christelijke Onzevader. De sketch, overigens een vertaling van een Engelse uit het programma That Was The Week That Was, werd bekend onder de naam Beeldreligie en leidde tot zulke hevige protesten, dat presentatrice Mies Bouwman zich gedwongen voelde haar medewerking aan "Zo is het..." te staken.
Na zijn werk voor de televisie was Lohr tot zijn dood directeur van het Concertgebouw en de Stadsschouwburg in Haarlem. Hij stimuleerde onder andere het werk van de cabaretiers Herman van Veen, Bram Vermeulen en Freek de Jonge. 